# Facultad de Arquitectura, Diseño y Urbanismo (Universidad de la República)
La Facultad de Arquitectura, Diseño y Urbanismo, conocida como Facultad de Arquitectura hasta el 27 de noviembre de 2015, es una institución pública y una de las dieciséis facultades que conforman la Universidad de la República y donde se imparte la enseñanza de la arquitectura, diseño industrial, diseño de comunicación visual y urbanismo. Cuenta con 5.483 estudiantes matriculados, según el VII Censo de Estudiantes Universitarios de la República en 2012.

## Títulos de grado y posgrado
Grado 
- Arquitectura (5 años, 450 créditos).
- Licenciatura en Diseño de Comunicación Visual (4 años, 363 créditos).
- Licenciatura en Diseño Industrial (4 años, 365 créditos). Perfil Producto / Perfil Textil-Indumentaria.
- Licenciatura en Diseño Integrado (4 años, 360 créditos).
- Licenciatura en Diseño del Paisaje  (4 años, 360 créditos), con Facultad de Agronomía).

Posgrados 
- Diploma de Especialización en Intervención en el Patrimonio Arquitectónico
- Diploma de Especialización en Investigación Proyectual
- Diploma de Especialización en Proyecto de Mobiliario
- Diploma de Especialización en Proyecto de Paisaje
- Diploma de Especialización en Proyecto de Estructuras
- Diploma en Construcción de Obras de Arquitectura
- Diploma de Especialización en Juguetes
- Diploma de Especializacion en Madera
- Maestría en Arquitectura
- Maestría en Construcción de Obras de Arquitectura
- Maestría en Ordenamiento Territorial y Desarrollo Urbano.
- Maestría en Manejo Costero Integrado del Cono Sur (Dictada en Maldonado)[5]
- Doctorado en Teoría y Práctica del Proyecto de Arquitectura.

## Historia

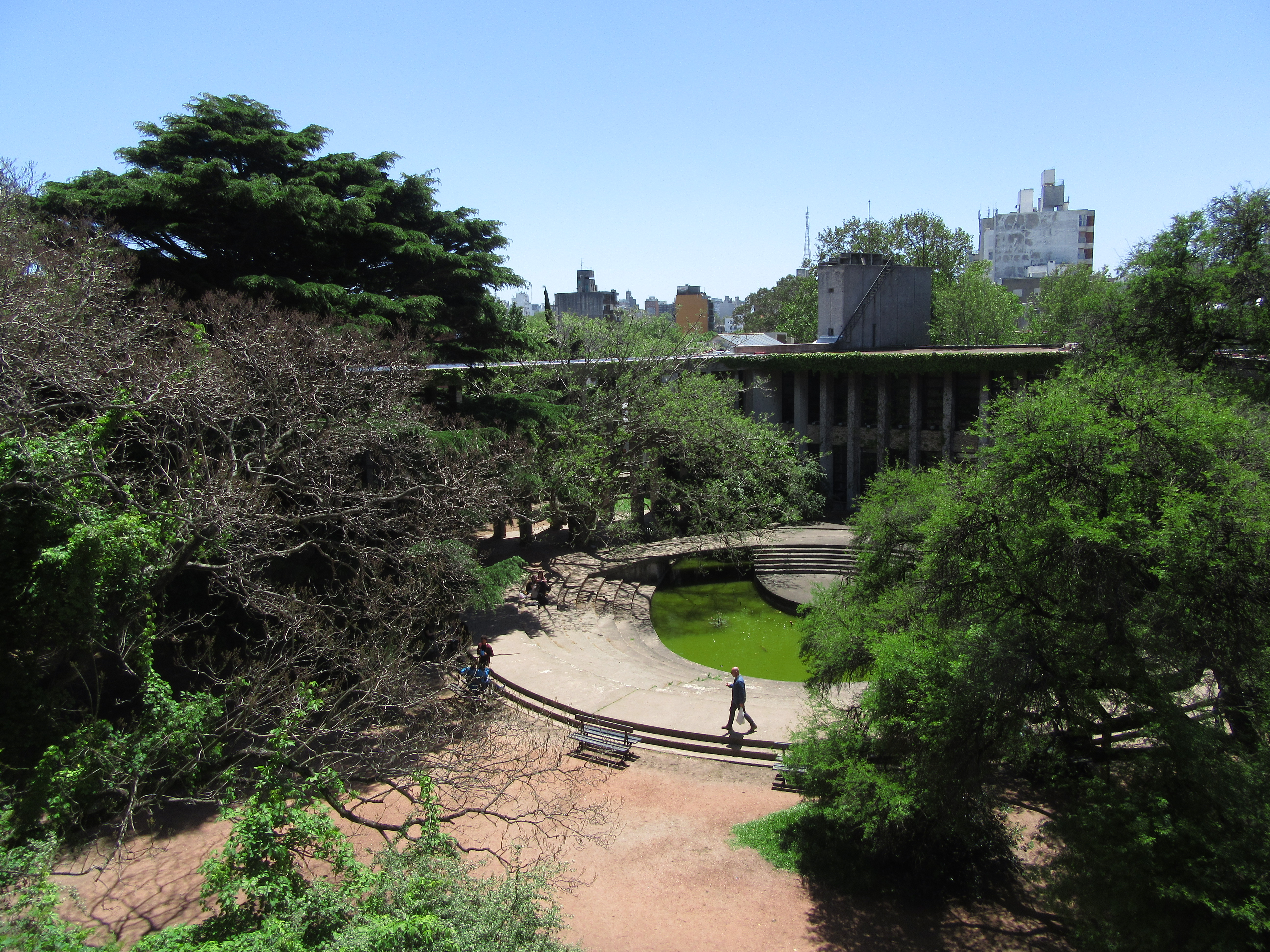
Patio interior del edificio de la facultad.

Los estudios de arquitectura comenzaron en la Universidad de la República en el año 1886, dentro de la Facultad de Matemáticas y Ramas Anexas en el entonces edificio del Hotel Nacional. El primer egresado de la carrera fue Antonio Llambías de Olivar, quien fue también el primer catedrático de Teoría de la Arquitectura. Cabe destacar también a los docentes Joseph Carré e Ignacio Pedralbes. 
No es hasta el 27 de noviembre de 1915 en que se crea mediante ley la Facultad de Arquitectura, desprendiéndola de la antigua Facultad de Matemática. La primera arquitecta que se recibió fue Julia Guarino en 1923, siendo la primera titulada en América Latina. 
En 1948 se inauguró su sede sobre el Bulevar Artigas, en el Parque Rodó de la ciudad, es uno de los edificios más característicos de la ciudad de Montevideo, proyectado por los arquitectos Román Fresnedo Siri y Mario Muccinelli. 
Entre los docentes más destacados de esta Facultad cabe mencionar a Julio Vilamajó, Mauricio Cravotto, Carlos Gómez Gavazzo, Justino Serralta, Octavio de los Campos, Felicia Gilboa y Ángela Perdomo.
Cuenta con un construcción anexa llamada Edificio Polifuncional José Luis Massera, también conocido como "Aulario" o "El Faro", compartido con la Facultad de Ciencias Económicas y la Facultad de 
Ingeniería, construido con el fin de aumentar la capacidad de salones de clases.
En el año 2009 el Centro de Diseño Industrial  dependiente del Ministerio de Educación y Cultura ingresa a la universidad, como Escuela Universitaria Centro de Diseño dependiente de la Facultad de Arquitectura de la Universidad de la República.
El 27 de noviembre de 2015, al cumplirse el centenario de su creación, comenzó a denominarse Facultad de Arquitectura, Diseño y Urbanismo. 

## Sede
La FADU tiene varias sedes. En Montevideo está la sede principal, ubicada en Bulevar Artigas 1031 y dos sedes de la Escuela Universitaria Centro de Diseño. Estàn también el Museo Casa Vilamajó y la Casa Centenario, sede de los posgrados. Asimismo se dictan cursos en Maldonado y Salto .

Casa de estudios de la Facultad de Arquitectura, Diseño y Urbanismo, construida por los arquitectos Román Fresnedo Siri y Mario Muccinelli.
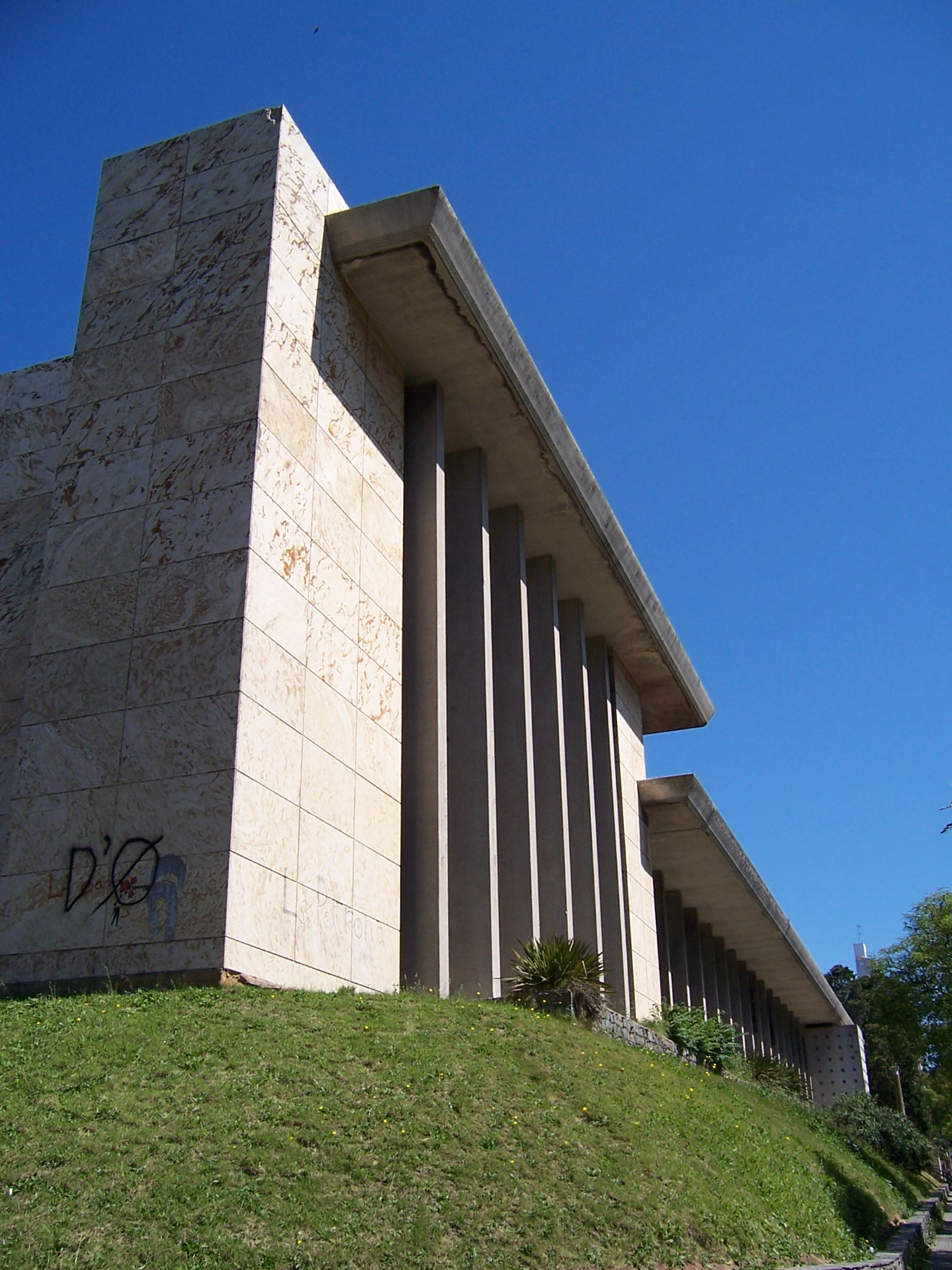
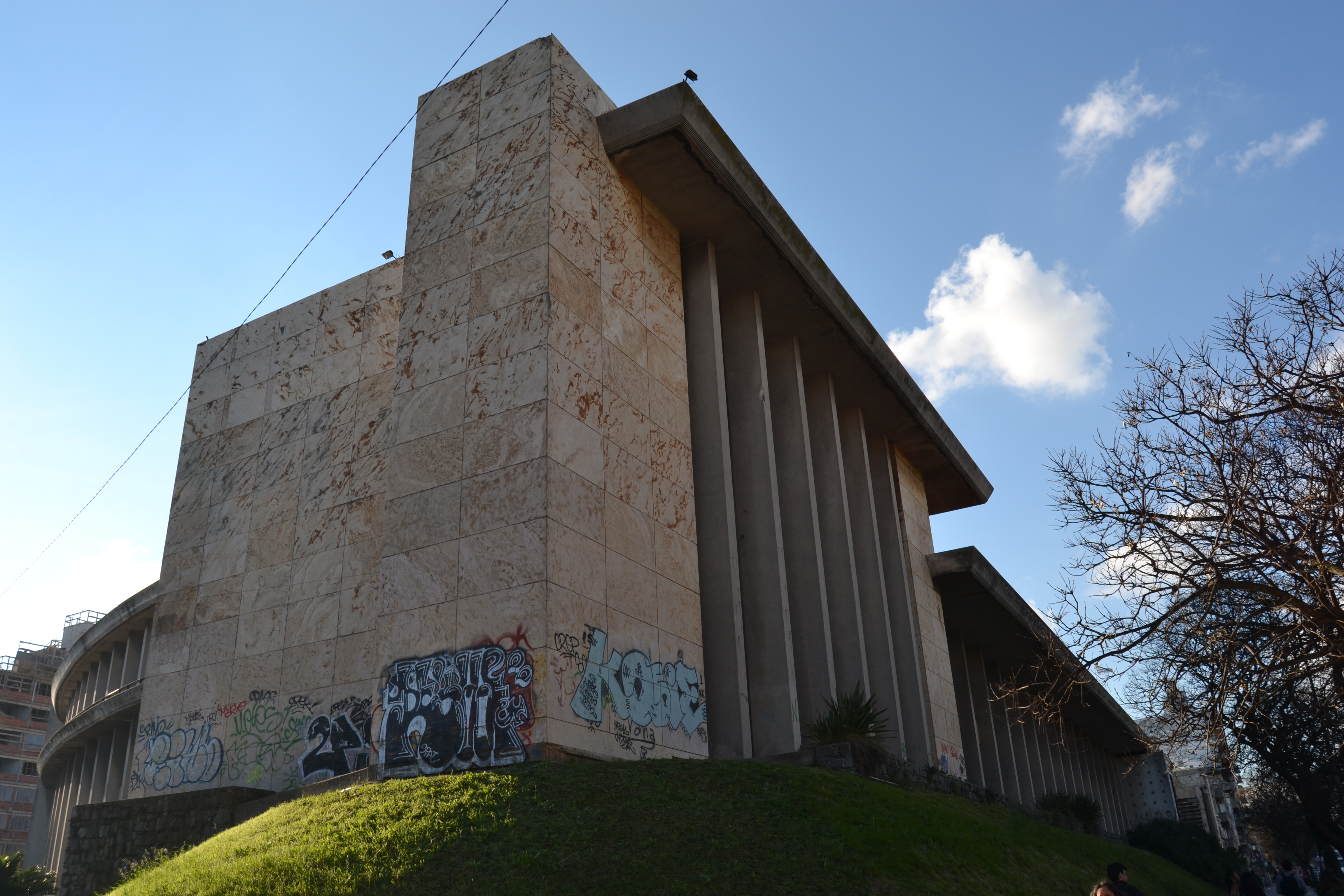
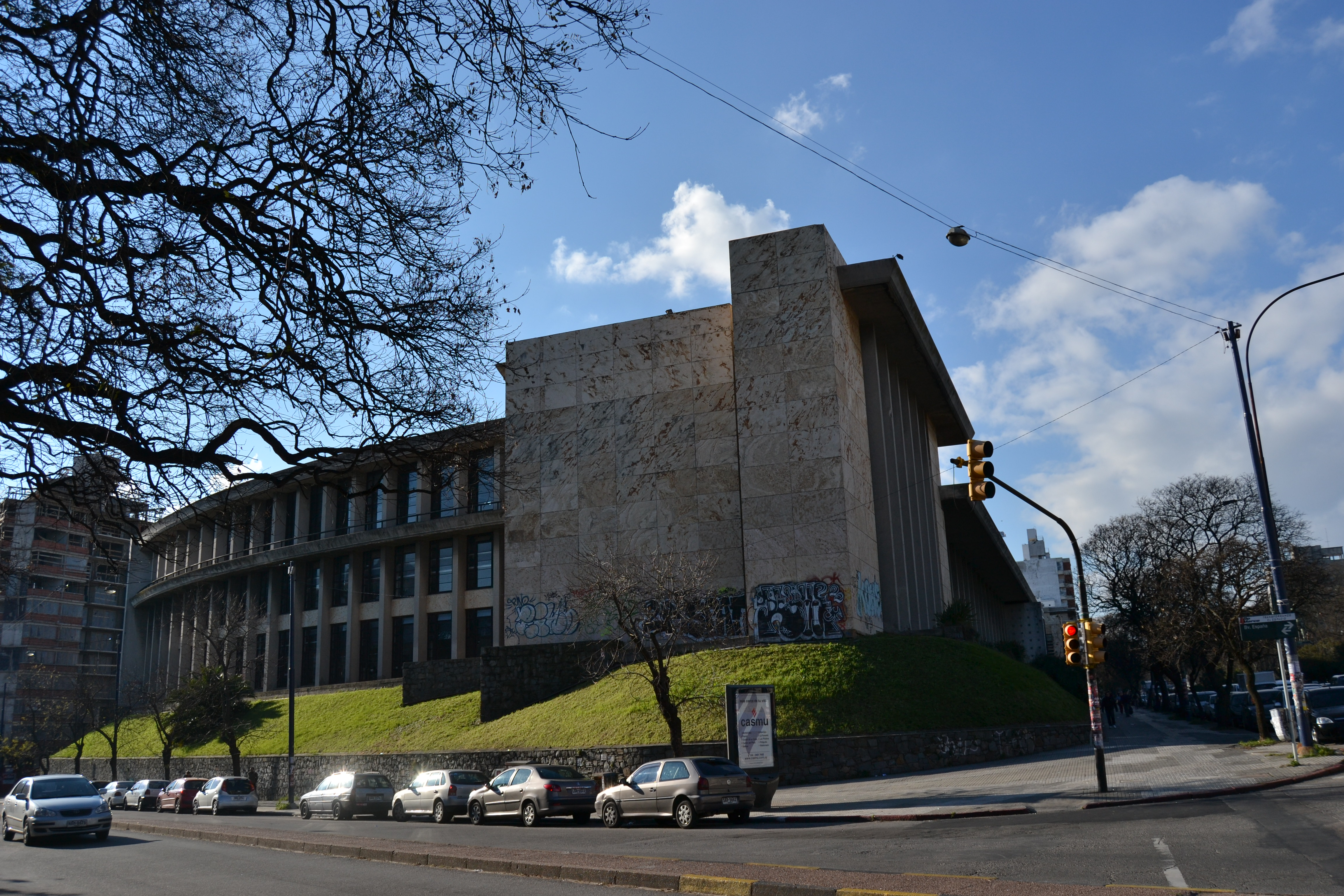
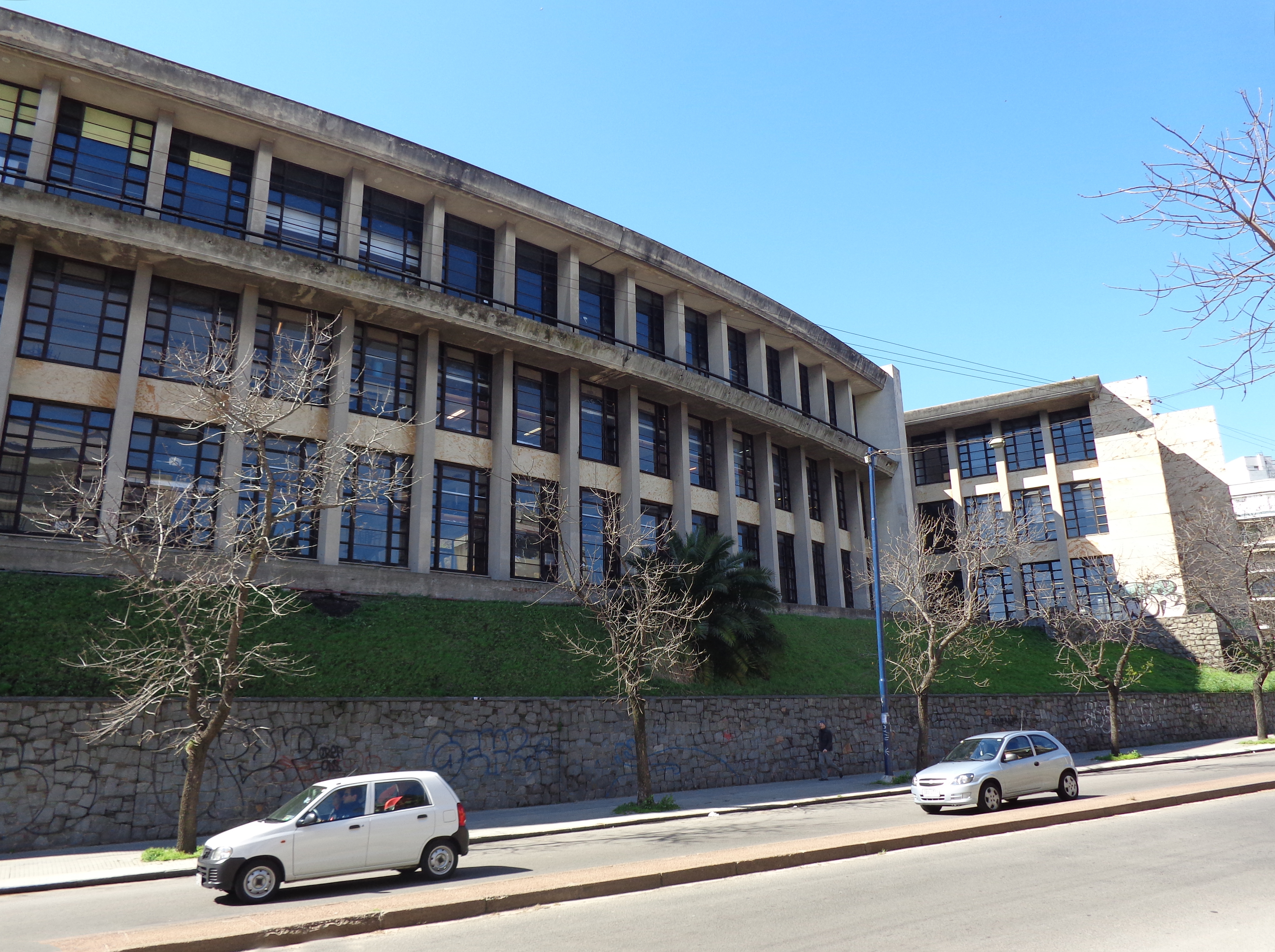
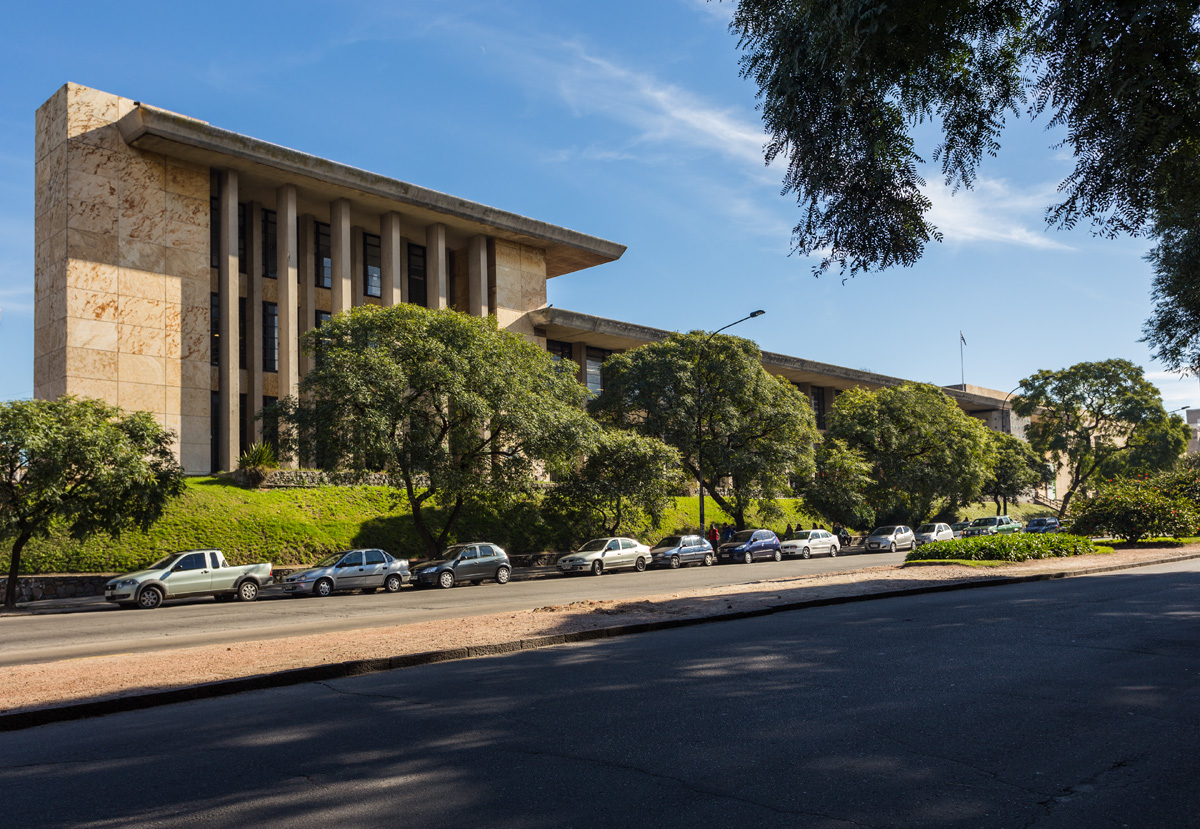

## Estudiantes
| 1960 | 1968 | 1974 | 1988 | 1999 | 2007      | 2012 |
| ---- | ---- | ---- | ---- | ---- | --------- | ---- |
| 1263 | 1269 | 1417 | 3404 | 5640 | 6135/6142 | 5483 |

## Áreas
- Instituto de Diseño (IdD)
- Instituto de la Construcción (IC)
- Instituto de Teoría de la Arquitectura y Urbanismo (ITU)
- Instituto de Historia de la Arquitectura (IHA)
- Departamento de Clima y Confort en la Arquitectura (DECCA)
- Unidad Permanente de Vivienda (UPV)
- Escuela Universitaria Centro de Diseño

## Departamentos Administrativos[11]
- Departamento de Administración de la Enseñanza (Bedelía)
- Departamento de Documentación y Biblioteca
- Departamento de Secretaría
- Departamento de Secretaría EUCD
- Departamento de Apoyo al Cogobierno y Servicios Docentes
- Departamento de Personal y Concursos
- Departamento de Contaduría
- Departamento de Intendencia

## Departamentos y Unidades Académicas[12]
- Departamento de Informática (DepInfo)
- Servicio de Medios Audiovisuales
- Unidad de Promoción Ambiental
- Unidad Permanente de Vivienda

## Publicaciones
La Facultad publica distintos trabajos académicos, entre los que se encuentran productos de investigaciones, tesis de maestrías o doctorados, materiales de apoyo a cursos y recopilación de diferentes actividades de la institución.
Breve resumen de las principales publicaciones:
- Revista de la Facultad de Arquitectura
- Conferencias
- Catálogos de Arquitectos Uruguayos
- Entrevistas
- Vitruvia
- Vivienda Popular
- Premio Julio Vilamajó

## Coro
El Coro de la Facultad de Arquitectura de la Universidad de la República, fue creado a mediados de los años sesenta por Coriún Aharonian. Luego de un periodo de inactividad, en el año 1995 es refundado por el director Pablo Trindade, desde 2001 es dirigido por Rodolfo Vidal. El grupo está compuesto por estudiantes, egresados, funcionarios y amigos de la facultad. Su repertorio incluye música popular latinoamericana (Rada, Cabrera, Vinicius, Piazzolla, entre otros). Se ha presentado en gira por Uruguay y fuera de fronteras en Porto Alegre, Criciuma, Arraial do Cabo y La Plata.

## Decanos
| Decano | Periodo        |
| --- | -------------- |
| Arq. Horacio Acosta y Lara |                |
| Arq. Leopoldo Agorio |                |
| Arq. Aurelio Lucchini |                |
| Arq. Leopoldo Artucio |                |
| Arq. Carlos Reverdito | 1970-1973      |
| Intervenido por la dictadura cívico-militar Decanos Interventores - Arq. Gustavo Nicolich - Arq. Reclus Amenedo - Arq. Juan José Casal Rocco | 1973 - 1985    |
| Arq. Carlos Reverdito | 1985-1992      |
| Arq. Carlos Acuña | 1992-1997      |
| Arq. Rubén Otero | 1997-2001      |
| Arq. Salvador Schelotto | 2001-2009      |
| Dr. Arq. Gustavo Scheps | 2009-2017.     |
| Arq. Marcelo Danza | 2017-presente. |